# Haematopota willistoni
Haematopota willistoni är en tvåvingeart som först beskrevs av Philip 1953.  Haematopota willistoni ingår i släktet Haematopota och familjen bromsar.
Artens utbredningsområde är Kalifornien. Inga underarter finns listade i Catalogue of Life.